# Gilbert Montagné
Gilbert Montagné (Parigi, 28 dicembre 1951) è un cantautore e pianista francese.

## Biografia
Nato prematuro, l'eccessiva presenza di ossigeno nell'incubatrice gli causò una retinopatia che lo fece diventare cieco. Appassionato di musica sin da ragazzo, a 16 anni pubblicò il suo primo 45 giri.
Durante la sua lunga carriera ha realizzato una ventina di album. Il suo brano di maggior successo è On va s'aimer pubblicato come singolo nel 1983 ed inserito nell'album Libertè dell'anno successivo che vendette nella sola Francia 700 000 copie.
Nel 2006 è stato nominato cavaliere dell'Ordine della Legion d'onore dal presidente Jacques Chirac.
Nel 2015 il Tribunale civile di Milano lo ha condannato – insieme al paroliere Didier Barbelivien, e alla Abramo Allione Edizioni Musicali srl e la Universal Music Italia srl – a un risarcimento di due milioni di euro per aver plagiato con la sua On va s’aimer la canzone Une fille de France composta nel 1975 dal musicista Michel Cywie su testo di Jean-Max Rivière,  edita da Première Music Srl.

## Discografia

### Album studio
- 1971 : The Fool
- 1973 : De la musique
- 1976 : Y faut qu’ça swing
- 1981 : Ta vie
- 1984 : Liberté
- 1985 : Quelques notes de musique
- 1987 : Vivre en couleurs
- 1989 : Entre douceur et violence
- 1991 : Accord magique
- 1993 : Rien qu'une amitié
- 1996 : Comme une étoile
- 1998 : Mélange de couleurs
- 2002 : Rien sans ton amour
- 2006 : Get Ready
- 2016 : Gilbert chante Bécaud
- 2018 : La Niña

### Album live
- 1985 : À l’Olympia - Live (2 x 33 T ou 1 CD diminué de 5 titres)
- 1998 : On va s’aimer à L’Olympia 98 (2 cd)
- 2012 : En live à la salle Gaveau (2 cd + dvd)

### Raccolte
- 1992 : Fou de musique (Ses 16 meilleurs succès)
- 1997 : Les Plus belles chansons (2 cd, 32 titres)
- 2003 : Best of (18 titres)
- 2007 : Gold (2 cd, 36 titres)
- 2012 : Master série (17 titres)

### Singoli
- 1969 : Quand on ferme les yeux / Le phénomène
- 1970 : The Morning Comes / Going to Soul
- 1971 : The Fool / Hide Away
- 1972 : Aime-moi / Song For Every Time
- 1972 : Baby I feel so fine / My Lord
- 1972 : Sometimes / Reflexion
- 1973 : Dans mon piano il y a des oiseaux / Elle chantait ma vie en musique
- 1973 : Au clair de lune / Take me
- 1974 : Où est la fille / Ronnie
- 1980 : Believe in Me / On the Road
- 1981 : Besoin de vous (I Got to go Home) / Oublie-moi
- 1982 : On s’en fout, nous on s’aime (B.O.F.) / ‘’Motor car drive’’ (instr.)
- 1983 : On va s'aimer / ‘’Musicienne’’
- 1984 : Fous de musique / Just For Tonight
- 1984 : Les sunlights des tropiques (remix) / Les Sunlights des tropiques (instr.)
- 1984 : J'ai le blues de toi / Si je l'aime
- 1985 : Au soleil (Robinson Crusoë) / Un monde entre nous
- 1987 : Je veux tout / Sans elle
- 1987 : Laissez les enfants rêver / Feeling populaire
- 1989 : Perdu dans New York / Perdu dans New York (instr.)
- 1990 : Plus fort la vie / Open Your Heart (and Take a Chance)
- 1991 : Le cœur en sursis
- 1996 : Ma chérie
- 1997 : On va s’aimer
- 1998 : Elle vit la salsa
- 2001 : Un vrai Noël / Un vrai Noël
- 2002 : Entendre ton sourire
- 2012 : Oh! My Lord